# Chiesa di Santa Maria del Riposo

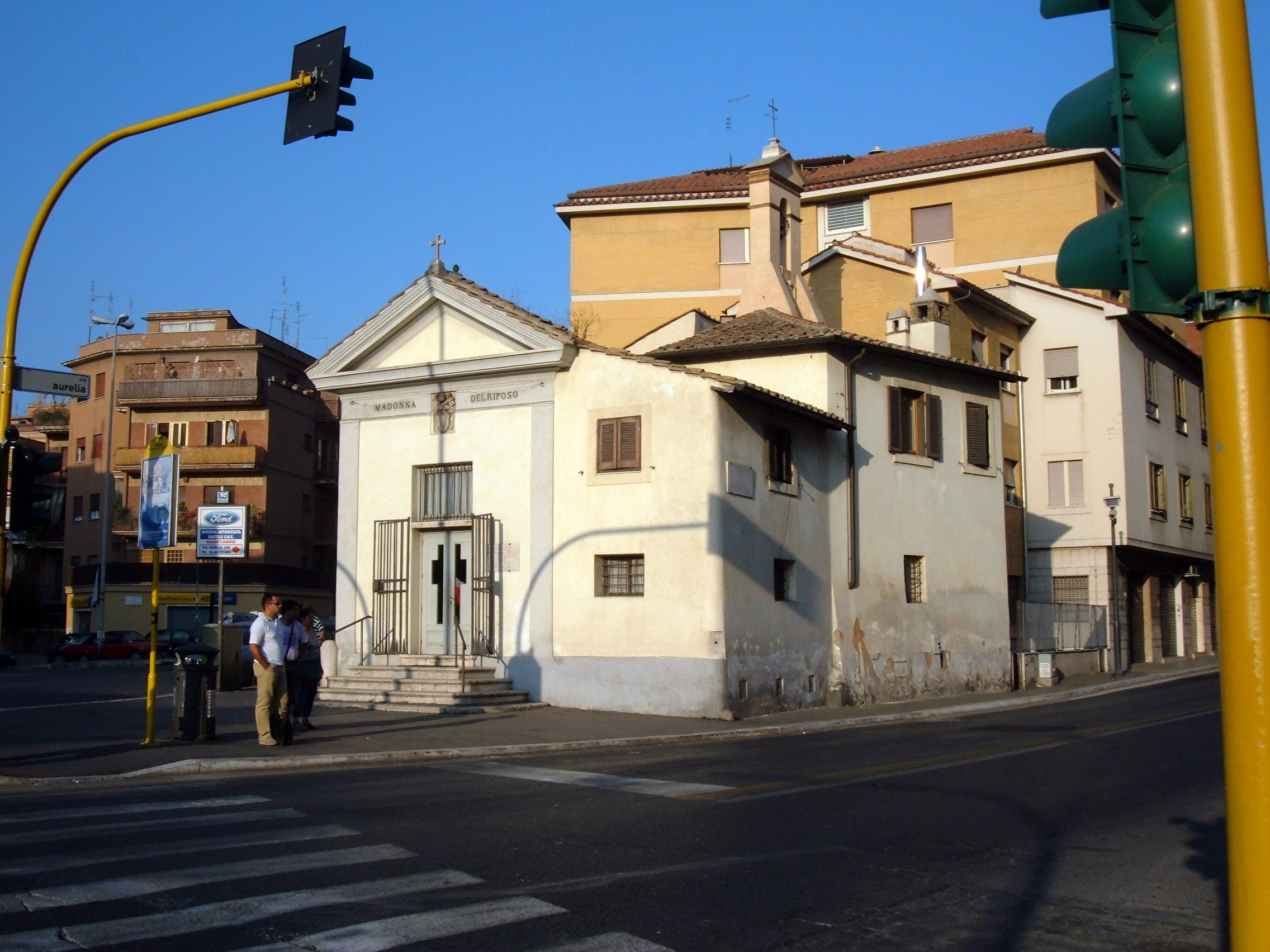
La chiesa nell'odierno contesto urbano.

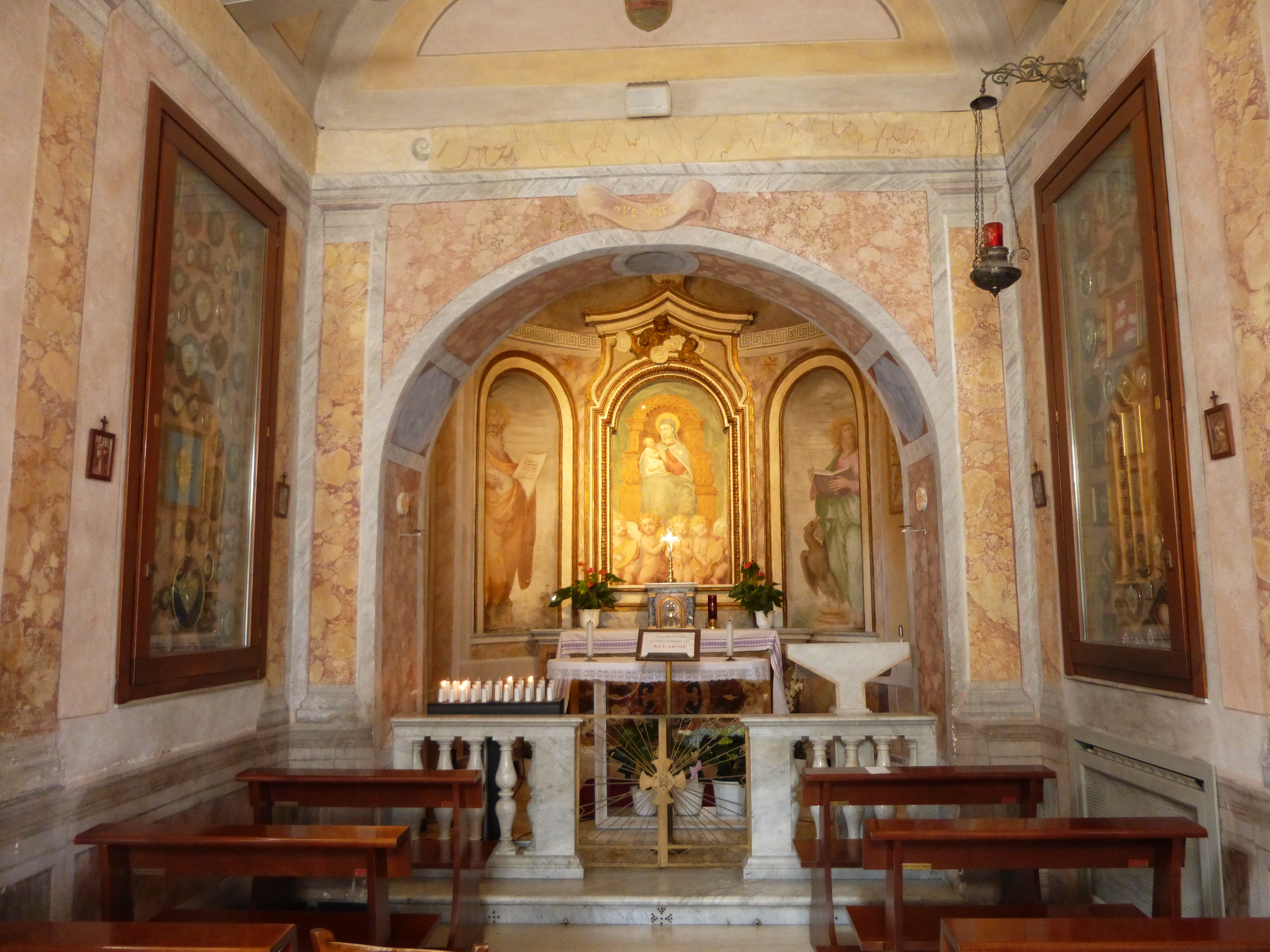
L'interno.

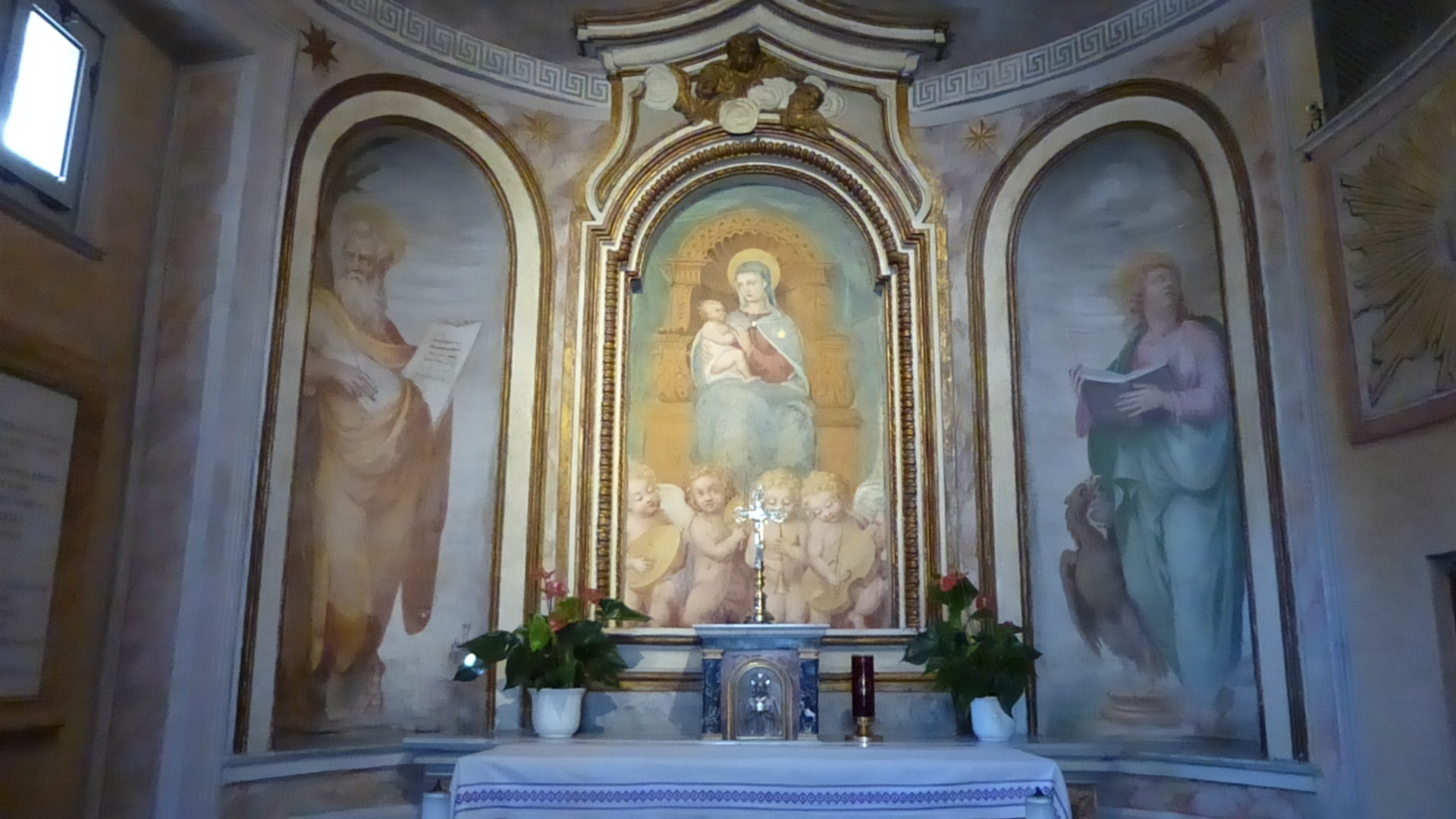
L'altare della "Madonna del riposo".

La chiesa di Santa Maria del Riposo è una piccola chiesa di Roma, nel quartiere Aurelio, all'incrocio tra via Aurelia e via della Madonna del Riposo.

## Storia
Incerte sono le origini di questa chiesa, che agli inizi era probabilmente una edicola campestre, trasformata poi in oratorio nel XV secolo, epoca in cui si hanno per la prima volta informazioni scritte di questo luogo di culto. La chiesa fu ulteriormente restaurata ed abbellita dai papi del XVI secolo, in particolare Pio IV a cui una targa interna attribuisce la costruzione nel 1561, per permettere una più adeguata venerazione dell'icona mariana ivi esposta, la Madonna del riposo, a cui la tradizione popolare ha attribuito molti miracoli. La chiesa fu poi ampliata nel 1566 da Pio V, che fece costruire nelle adiacenze un casale distrutto nel 1953 per l'ampliamento della strada: di esso oggi rimane solo un portale in bugnato. Altri lavori di restauro furono eseguiti nel 1901 (documentati da una lapide all'interno della chiesa) e nel 1958 sotto Pio XII, il quale ha inoltre composto la Preghiera alla Madonna del Riposo:
Vergine Benedetta, che sotto il titolo del Riposo ci ricordi la pietà soccorritrice con la quale il tuo materno cuore è aperto ai tuoi figli, ascolta la nostra preghiera.

Per tua potente intercessione, o Maria, trovino le menti e i cuori riposo nell'abbandono alla volontà del Padre celeste, nella coscienza della nostra fralezza, nella fede alle divine promesse, nella speranza dei beni eterni, nell'adesione amorosa al tuo Gesù crocifisso, che le nostri croci ha fatto sue.

Da te protetti, o Maria, non suonerà per noi vana parola la calma in mezzo alle terrene agitazioni. Sarà il riposo dei forti, vigili contro le forze ostili. Sarà il riposo dei puri, lontano dalla corruzione del mondo. E come per te avremo avuto pace nella vita presente, così sarà tuo merito, al chiudere del nostro pellegrinaggio nel tempo, la nostra pace nell'eternità.

Così sia.

Pius P.P. XII

Indulgenza parziale di 3 anni ogni volta - 7-3-1958
La chiesa è oggi un luogo sussidiario di culto della parrocchia di San Pio V.

## Descrizione
Esternamente la chiesa si presenta in forme molto semplici, con facciata sormontata da un timpano, ed un piccolo campanile a vela. Nella facciata è inserita la scritta Madonna del Riposo e lo stemma di Pio V. A fianco della porta d'ingresso, preceduta da cinque gradini, una lapide ricorda i lavori di restauro eseguiti sotto Pio XII.
L'interno è ad un'unica navata, con un piccolo e ribassato arco trionfale che separa l'ambiente in due parti: la zona per i fedeli, da cui si apre una porta per la sacrestia, ed il presbiterio, ove è collocato l'affresco venerato. Questo, esposto nella parete di fondo della piccola abside, è di epoca rinascimentale. Nella volta è presente un altro affresco raffigurante l’Incoronazione della vergine Maria. Alle pareti laterali sono esposti molti ex voto.